# Roberto Pasolini
Roberto Pasolini OFMCap (ur. 5 listopada 1971 w Mediolanie) – włoski duchowny rzymskokatolicki, kapucyn, doktor nauk teologicznych specjalizujący się w dziedzinie teologii biblijnej, kaznodzieja Domu Papieskiego od 2024.

## Życiorys
23 września 2006 otrzymał święcenia kapłańskie w zgromadzeniu kapucynów. Po studiach teologicznych w Rzymie został wykładowcą Pisma Świętego w Studio Teologico Laurentianum, a następnie wykładał egzegezę biblijną na Wydziale Teologicznym Północnych Włoch w Mediolanie.
9 listopada 2024 papież Franciszek mianował go kaznodzieją Domu Papieskiego.